# Alonso de Idiáquez de Butrón y Múgica

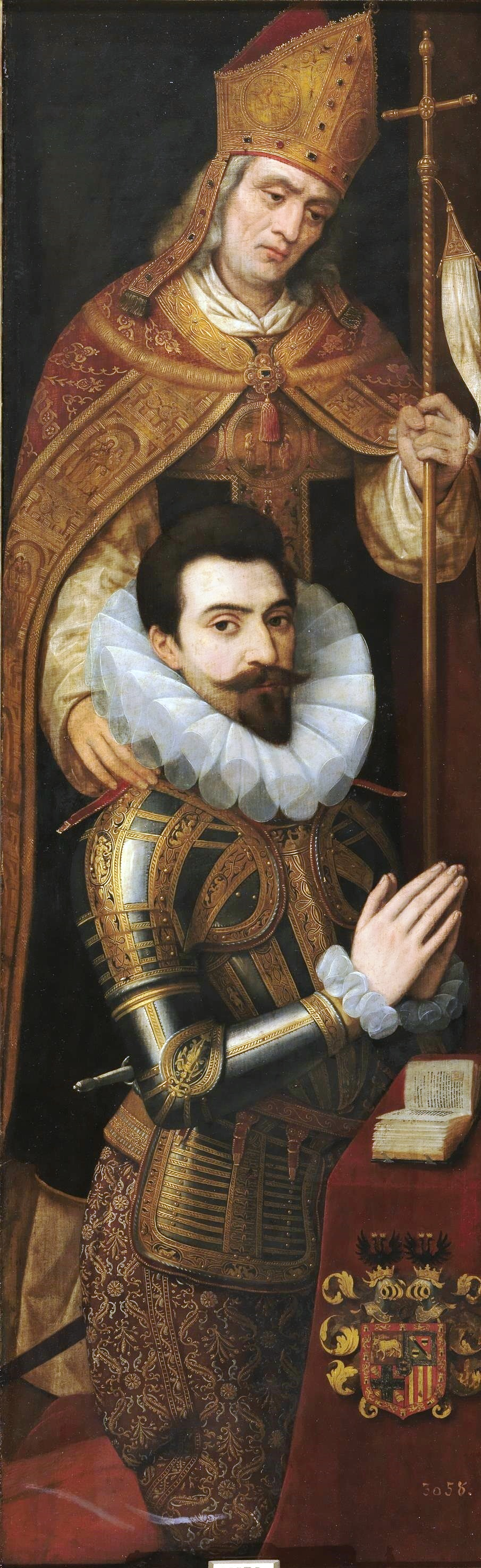
Otto van Veen, ritratto di Alonso de Idiáquez de Butrón

Alonso de Idiáquez de Butrón y Múgica, secondo la grafia basca moderna Alonso Idiakez Butroe eta Muxika (San Sebastián, 14 febbraio 1565 – Milano, 7 ottobre 1618), è stato un militare e nobile spagnolo di origine basca, primo duca di Cittareale (in spagnolo: Ciudad Real), viceré di Navarra, commendatore dell'Ordine di Santiago e maestro di campo dell'esercito in Lombardia.

## Biografia
Era nato in una famiglia strettamente legata alla Corona, perché era l'unico figlio di Juan de Idiáquez y Olazábal, presidente del Real Consiglio degli Ordini Militari con Filippo III, e nipote di Alonso de Idiáquez y Yurramendi, che fu segretario di Carlo V. La madre, Mencía Manrique de Butrón y Múgica, che morì l'anno della sua nascita, gli trasmise i diritti della Casa di Butrón e il dominio di Aramaio, che ereditò nel 1592 alla morte di suo zio, Juan Alonso.
La sua carriera di corte fu presto ricompensata con la contea di Biandrina, nello Stato di Milano, ricevuta nel 1599, e con l'elevazione a contea della sua signoria di Aramaio. Più tardi, i suoi meriti militari gli valsero il ducato di Cittareale, nel regno di Napoli.
Il duca sposò nel 1589 Juana de Robles y San Quintín, figlia di Gaspar de Robles e di Juana de San Quintín, seconda baronessa di Velli (nome spagnolo dell'odierna Billy-Montigny).
Unico figlio ed erede della coppia fu:
- Juan Alonso (1597-1653), primo marchese di San Damiano e, alla morte di suo padre, secondo duca di Cittareale.